# Route nationale 162bis
Die Route nationale 162Bis, kurz N 162Bis oder RN 162Bis, war eine französische Nationalstraße und wurde 1862 zwischen Moulay und Saint-Loup-du-Dorat festgelegt. Sie geht auf die Route stratégique 14 zurück. Ihre Länge betrug 45 Kilometer. 1973 wurde die Nationalstraße abgestuft. Mit der Nationalstraße 162 hatte sie erst ab 1949 eine gemeinsame Kreuzung, als diese im Zusammenhang mit einer Reform zu einer langen Trasse umstrukturiert wurde.